# سزریا
سیزریات (به فرانسوی: Ceyzériat) یک کمون در فرانسه است که در Canton of Ceyzériat واقع شده‌است.

## خصوصیات
سیزریات ۹٫۳۶ کیلومترمربع مساحت و ۲٬۶۲۰ نفر جمعیت دارد و ۳۳۸ متر بالاتر از سطح دریا واقع شده‌است.